# Edward Rickenbacker
Edward Vernon „Eddie” Rickenbacker (ur. 8 października 1890 w Columbus, zm. 23 lipca 1973 w Zurychu) – amerykański lotnik, czołowy as myśliwski okresu I wojny światowej.

## Młodość i I wojna światowa
Urodził się w Columbus w Ohio w rodzinie szwajcarskich emigrantów jako Edward Rickenbacher. W wieku 12 lat, po śmierci ojca porzucił szkołę i wykonywał różne zajęcia w celu wyżywienia rodziny. W końcu znalazł pracę związaną ze swoją pasją – samochodami i kontynuował karierę w tym kierunku. Tuż przed I wojną światową został znanym kierowcą wyścigowym. Wystartował czterokrotnie w słynnym wyścigu Indianapolis 500 (podsumowanie tych startów poniżej).
Po przystąpieniu USA do wojny w 1917, zgłosił się na ochotnika do wojska i wysłany został do Europy jako kierowca w sztabie amerykańskim. Pomimo braku wykształcenia z college’u i zaniżając swój wiek o 2 lata (według ówczesnych przepisów był zbyt stary na kurs pilotażu), udało mu się wyjednać przeniesienie do lotnictwa i odbyć kurs pilotażu. Po jego szybkim ukończeniu, przydzielony został do 94. eskadry lotniczej (94th Aero Squadron), stacjonującej na lotnisku Gengoult we Francji w okolicy Toul i latającej na średnio udanych myśliwcach Nieuport 28. Była to pierwsza całkowicie amerykańska jednostka, która wzięła udział w akcji.

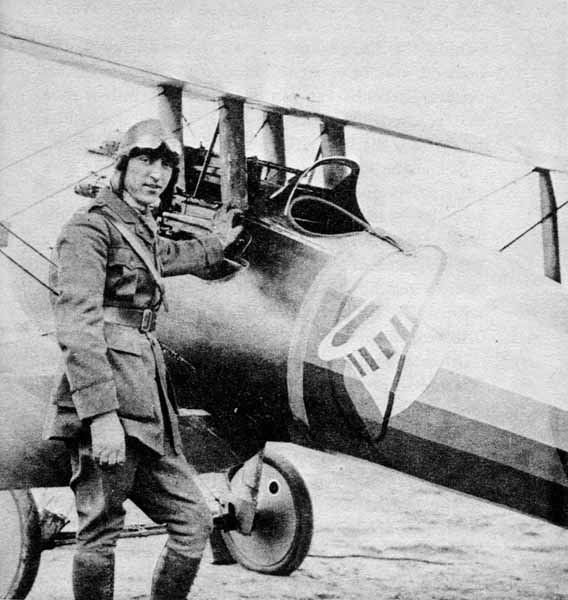
Eddie Rickenbacker przy myśliwcu Nieuport 28

Pierwsze zwycięstwo Rickenbaker odniósł zespołowo z kpt. Jamesem Hallem 29 kwietnia 1918, za co został odznaczony orderem Krzyżem za Wybitną Służbę. Pierwsze samodzielne zestrzelenie uzyskał 7 maja 1918, lecz zostało ono potwierdzone dopiero po wojnie. W końcu maja miał już na koncie 6 zwycięstw. Po przerwie w lotach spowodowanej leczeniem pod koniec lipca powrócił do jednostki przezbrojonej w tym czasie na nowsze myśliwce SPAD XIII.
25 września 1918 Rickenbacker objął dowództwo 94. eskadry. Jeszcze tego dnia, na samotnym patrolu zaatakował formację 5 myśliwców Fokker D.VII i dwóch samolotów rozpoznawczych Halberstadt CL.II, zestrzeliwując po jednym z nich. Za tę akcję został odznaczony francuskim orderem Croix de Guerre, a następnie amerykańskim Medal of Honor (nadanym dopiero 6 listopada 1930; był on jednym z tylko dwóch lotników I wojny odznaczonych tym medalem). 1 października Rickenbacker został awansowany na kapitana, mając na „koncie” 12 zwycięstw powietrznych. Po śmierci popularnych uprzednio asów Raoula Lufbery’ego, Davida Putnama i Franka Luke’a, został najskuteczniejszym z żyjących pilotów amerykańskich i Rickenbaker stał się ulubieńcem prasy amerykańskiej jako „as asów”. Jego taktyką walki powietrznej był szybki atak z bliska, najlepiej z zaskoczenia i otwarcie ognia z najmniejszego dystansu; nie był on natomiast nigdy mistrzem akrobacji. Na swoich samolotach malował jako swoje godło osobiste cylinder w amerykańskich barwach z gwiazdkami.
Swoją skuteczność jako asa Rickenbacker potwierdził uzyskując w październiku 14 kolejnych zwycięstw. Łącznie, podczas I wojny światowej, odniósł 26 zwycięstw powietrznych, w tym 5 nad balonami. W latach 60., po zmianie systemu liczenia zwycięstw zespołowych w amerykańskich siłach powietrznych, jego oficjalny wynik zwycięstw obniżono jednak do 24 i 1/3. Rickenbaker w powietrzu odbył 300 godzin lotów bojowych – najwięcej z amerykańskich pilotów I wojny. Kilkakrotnie udawało mu się powrócić na uszkodzonym samolocie.

## Okres międzywojenny
Po wojnie, Rickenbacker stał się popularny i został uznany za bohatera narodowego w USA. Opuścił służbę wojskową w stopniu majora, lecz bardziej czuł się przywiązany do w pełni „zasłużonego” swoim zdaniem stopnia kapitana. Nie przyjmując propozycji filmowych i reklamowych, w przeciwieństwie do wielu innych lotników, zaangażował się w końcu w przemysł samochodowy. Założył wytwórnię samochodową Rickenbacker Motor Company, która pierwsze samochody wyprodukowała w 1922. Z powodu recesji i licznej konkurencji, opuścił firmę w 1925, zostając z długami (firma zbankrutowała dwa lata później). Na nowo podejmował różne zajęcia w celu zarabiania na życie, między innymi rysował komiksy Ace Drummond bazujące na doświadczeniach wojennych. Cały czas angażował się w promocję rozwoju lotnictwa cywilnego, nakłaniając m.in. do budowy lotnisk w miastach.
Od 1926 Rickebacker zajmował miejsca w kierownictwie kilku linii lotniczych: Florida Airways, General Aviation Corporation, North American Aviation, Eastern Air Transport. Przyczynił się do powstania w 1934 ustawowej regulacji amerykańskich władz lotnictwa cywilnego (Civil Aviation Authority), po czym w 1934 został kierownikiem przekształconego Eastern Air Lines. Kupując m.in. nowoczesne samoloty Douglas DC-2 zwiększył konkurencyjność tej linii, która następnie przez długie lata jako jedyna linia lotnicza obywała się bez subwencji rządu USA. W 1938 roku wykupił ze wspólnikami Eastern Air Lines, zostając jej prezesem.
W ocenie publicznej, Rickenbacker jako prezes był wymagający zarówno od siebie, jak i od pracowników, jednakże mimo trudnego charakteru, w zarządzanych przez siebie firmach dbał o dobro pracowników i pasażerów, m.in. optymalizując koszty, obniżając ceny, polepszając warunki pracy, bezpieczeństwo i poziom obsługi. Swoje zajęcia traktował jako rodzaj misji publicznej. Od 1938 roku do końca prezesury nie zwiększył swojego wynagrodzenia.
Szczęście Rickenbackera było przysłowiowe: począwszy jeszcze od pierwszej wojny, przeżył on kilka lub nawet kilkanaście wypadków lotniczych lub awaryjnych lądowań, wychodząc z nich cało, aczkolwiek w katastrofie w lutym 1941 doznał ciężkich obrażeń.
W 1927 kupił tor Indianapolis Motor Speedway nad którym sprawował pieczę aż do momentu przystąpienia Stanów Zjednoczonych do II wojny światowej (w czasie wojny zabronione było organizowanie wyścigów samochodowych). W 1945 obiekt ten odkupił od niego Anton Hulman Jr.

## II wojna światowa i okres powojenny
Po przystąpieniu USA do II wojny światowej, Rickenbacker we wrześniu 1942 został wysłany w służbie rządowej do Wielkiej Brytanii jako obserwator do oceny sprzętu i personelu latającego. Odmówił wówczas propozycji powrotu do służby wojskowej ze stopniem generała majora, chcąc zachować niezależność.
W październiku został wysłany w podobnej misji na obszar działań na Pacyfiku, mając też zawieźć polecenia dla gen. MacArthura. Podczas lotu bombowcem Boeing B-17, pilot pomylił kurs i wodował z braku paliwa. Przez 22 dni załoga bombowca błąkała się po oceanie w tratwach ratunkowych. Rickenbacker, będąc cywilem i to już w średnim wieku, objął przywództwo nad rozbitkami i różnymi metodami podtrzymywał ich morale i chęć przetrwania. W końcu rozbitkowie zostali odnalezieni przez samoloty i uratowani, po czym Rickenbacker niezwłocznie wyruszył dokończyć swoją misję. Po powrocie wykorzystał doświadczenia z katastrofy do postulowania kilku ulepszeń sprzętu ratunkowego. W 1943 Rickenbacker został wysłany w podróż obserwacyjną do ZSRR i Chin. Z powodu jego popularności, niektórzy upatrywali w nim kandydata na prezydenta USA przeciw Rooseveltowi, lecz odmówił on kandydowania, twierdząc, że jest zbyt kontrowersyjny.
Po wojnie Rickenbacker kontynuował swoją wizję rozwoju linii Eastern Air Lines, doprowadzając je do pozycji czwartego amerykańskiego przewoźnika. Walczył przy tym o mniejszy stopień ingerencji agencji rządowych w prywatne linie lotnicze. Od lat 50. jednak coraz trudniej było jego liniom ścierać się z ostrą konkurencją, zwłaszcza przy programowej rezygnacji z subwencji rządowych. Wpływ też miało na to autorytarne zarządzanie, nie w pełni zdające egzamin w nowych czasach. W końcu Rickenbacker zrezygnował z prezesury swoich linii lotniczych 31 grudnia 1963. Zmarł w Szwajcarii 23 lipca 1973.

## Starty w Indianapolis 500
| Rok  | Nadwozie           | Silnik             | Start | Wynik | Uwagi             |
| ---- | ------------------ | ------------------ | ----- | ----- | ----------------- |
| 1912 | Firestone-Columbus | Firestone-Columbus | 13    | 21    | Awaria łożyska    |
| 1914 | Duesenberg         | Duesenberg         | 23    | 10    |                   |
| 1915 | Maxwell            | Maxwell            | 19    | 19    | Awaria korbowodu  |
| 1916 | Maxwell            | Maxwell            | 2     | 20    | Układ kierowniczy |

## Odznaczenia
- Medal Honoru
- Krzyż za Wybitną Służbę – siedmiokrotnie
- francuska Legia Honorowa V Klasy
- francuski Croix de Guerre (1914-1918)[1] .